# Lijst van rijksmonumenten in Sint Geertruid
De plaats Sint Geertruid telt 18 inschrijvingen in het rijksmonumentenregister. Hieronder een overzicht.
| Object                                                           | Oorspronkelijke functie? | Bouwjaar                                                                      | Architect | Locatie                                               | Coördinaten?                  | Nr.?  | Afbeelding                                                    |
| ---------------------------------------------------------------- | ------------------------ | ----------------------------------------------------------------------------- | --------- | ----------------------------------------------------- | ----------------------------- | ----- | ------------------------------------------------------------- |
| Eenvoudig huis van baksteen met houten kruis                     | Woonhuis                 | 19e eeuw (huis) 17e eeuw (kruis)                                              |           | Dorpstraat 2                                          | 50° 47' 47" NB, 5° 46' 7" OL  | 34682 | Meer afbeeldingen                                             |
| Hoeve aan een binnenplaats van baksteen en vakwerk               | Boerderij                | 17e eeuw                                                                      |           | Dorpstraat 8                                          | 50° 47' 47" NB, 5° 46' 5" OL  | 34683 | Meer afbeeldingen                                             |
| Hoeve aan een binnenplaats, van baksteen en vakwerk              | Boerderij                | 17e eeuw                                                                      |           | Dorpstraat 10                                         | 50° 48' 16" NB, 5° 45' 41" OL | 34684 | Meer afbeeldingen                                             |
| Hoeve van baksteen, aan een gesloten binnenplaats                | Boerderij                |                                                                               |           | Dorpstraat 24                                         | 50° 47' 46" NB, 5° 45' 58" OL | 34685 | Meer afbeeldingen                                             |
| Hoeve van baksteen, aan een gesloten binnenplaats                | Boerderij                |                                                                               |           | Dorpstraat 26                                         | 50° 47' 46" NB, 5° 45' 57" OL | 34686 | Meer afbeeldingen                                             |
| Gepleisterd bakstenen huis                                       | Boerderij                | 1760                                                                          |           | Eindstraat 1                                          | 50° 47' 43" NB, 5° 45' 52" OL | 34687 | Meer afbeeldingen                                             |
| Sint-Gertrudiskerk                                               | Kerk en kerkonderdeel    | 15e eeuw (koor en schipf) 14e eeuw (toren)                                    |           | Eindstraat 2                                          | 50° 47' 44" NB, 5° 45' 52" OL | 34688 | Meer afbeeldingen                                             |
| Bakstenen huis                                                   | Appartementengebouw      |                                                                               |           | Eindstraat 7                                          | 50° 47' 43" NB, 5° 45' 51" OL | 34689 | Meer afbeeldingen                                             |
| Hoeve van baksteen, mergel en vakwerk om gesloten binnenplaats   | Boerderij                | eerste helft 19e eeuw (hoeve) 1841 (boven de poort) 17e eeuw (boven staldeur) |           | Eindstraat 4                                          | 50° 47' 43" NB, 5° 45' 50" OL | 34690 | Meer afbeeldingen                                             |
| Hoeve in haakvorm met losstaande schuur, in vakwerk en mergel    | Boerderij                |                                                                               |           | Moerslag 20A                                          | 50° 47' 14" NB, 5° 45' 28" OL | 34692 | Hoeve in haakvorm met losstaande schuur, in vakwerk en mergel |
| Het Stenen Huis: hoeve van baksteen                              | Boerderij                | 19e eeuw                                                                      |           | Burgemeester Wolfsstraat 36                           | 50° 47' 45" NB, 5° 45' 54" OL | 34693 | Meer afbeeldingen                                             |
| Het Stenen Huis: hoeve van baksteen                              | Boerderij                | 19e eeuw                                                                      |           | Burgemeester Wolfsstraat 32                           | 50° 47' 46" NB, 5° 45' 54" OL | 34694 | Meer afbeeldingen                                             |
| Het Stenen Huis: mergel, met zadeldak afgesloten door trapgevels | Woonhuis                 | 16e-17e eeuw                                                                  |           | Burgemeester Wolfsstraat 34                           | 50° 47' 46" NB, 5° 45' 53" OL | 34695 | Meer afbeeldingen                                             |
| Genhof                                                           | Boerderij                | 1718 (ankers) 1714 (gevelsteen) eerste helft 18e eeuw (schouw)                |           | Burgemeester Wolfsstraat 1                            | 50° 47' 50" NB, 5° 45' 56" OL | 34696 | Meer afbeeldingen                                             |
| Libeek                                                           | Boerderij                | 13e-15e eeuw (woonhuis) 19e eeuw (economiegebouwen)                           |           | Libeek 27                                             | 50° 47' 11" NB, 5° 46' 30" OL | 34735 | Meer afbeeldingen                                             |
| Eenvoudige vakwerkwoning                                         | Boerderij                | 18e-19e eeuw                                                                  |           | Libeek 24                                             | 50° 47' 10" NB, 5° 46' 22" OL | 34736 | Meer afbeeldingen                                             |
| Vuursteenmijnen van Rijckholt op grond van Margaten              | Archeologisch monument   | ca. 3100 v. Chr.                                                              |           | In het Savelsbosch tussen Rijckholt en Sint Geertruid | 50° 47' 46" NB, 5° 44' 50" OL | 45801 | Meer afbeeldingen                                             |
| Vuursteenmijnen van Rijckholt op grond van Sint Geertruid        | Archeologisch monument   | ca. 3100 v. Chr.                                                              |           | In het Savelsbosch tussen Rijckholt en Sint Geertruid | 50° 47' 40" NB, 5° 44' 48" OL | 45802 | Meer afbeeldingen                                             |